# Sciovinismo del carbonio
Lo sciovinismo del carbonio è la tesi secondo la quale, di tutti gli elementi, solo il carbonio può formare l'ossatura molecolare di ogni biochimica concepibile nell'universo.
È una tesi che è emersa dagli studi biochimici e dalle proiezioni sulla possibilità delle biochimiche ipotetiche.

## Descrizione
Questa tesi non è, allo stato corrente, dimostrabile, perché richiede di poter descrivere e studiare, almeno in linea di principio, tutte le possibilità di disposizione di tutti gli elementi possibili, in tutti gli ambienti naturali possibili.
Il termine è stato utilizzato nel 1973, quando lo scienziato Carl Sagan l'ha descritto, assieme ad altri sciovinismi umani che limiterebbero l'immaginazione sulle possibili forme che la vita extraterrestre potrebbe assumere.
Suggerisce che gli esseri umani, in quanto forme di vita a base di carbonio che non hanno mai incontrato altre forme di vita sviluppate al di fuori dell'ambiente della Terra, possano trovare difficile considerare altri tipi di biochimiche.

## Elementi alternativi
Come il carbonio, anche il silicio può formare composti stabili con se stesso o altri elementi; sono ampiamente conosciuti i silani, polimeri con catene simili agli idrocarburi, che sono i composti essenziali per la vita sulla Terra. Il silicio inoltre è anche più reattivo del carbonio, e questo potrebbe favorirlo in ambienti molto freddi.
I silani tendono a bruciare spontaneamente in presenza di ossigeno anche a temperature relativamente basse, per cui un'atmosfera con presenza di ossigeno potrebbe essere pericolosa. Questo però è vero anche per gli alcani, ma la vita presente sulla Terra e basata sul carbonio, non immagazzina l'energia direttamente negli alcani, ma in loro composti più complessi come zuccheri, lipidi, alcoli e altri prodotti. Anche l'acqua funziona da solvente per i silani puri, ma la loro presenza in forma di composti più complessi potrebbe rendere non problematico questo aspetto.